# Barney Bubbles
Colin Fulcher (Middlesex, julho de 1942 - 1983), mais conhecido como Barney Bubbles,  foi um designer gráfico e diretor de vídeo clipe britânico. Ele é mais conhecido por sua contribuição diferenciada para o design gráfico associado com a cena independente de música britânica nos anos 1970 e início de 1980. Ele sofria de transtorno bipolar e cometeu suicídio em Londres em Novembro de 1983.